# NADPH perossidasi
La NADPH perossidasi è un enzima appartenente alla classe delle ossidoreduttasi, che catalizza la seguente reazione:
NADPH + H+ + H2O2 ⇄ NADP+ + 2 H2O